# Roms de Macédoine du Nord
Les Roms constituent un groupe ethnique en Macédoine du Nord et sont reconnus constitutionnellement en tant que minorité. Selon le dernier recensement, effectué en 2002, il y avait 53 879 Roms en Macédoine du Nord, soit 2,66 % de la population totale. 3 843 autres personnes se sont déclarées comme « égyptiennes », ce qui porte le pourcentage de Roms à 2,85 % de la population. D'autres sources non officielles font état de 80 000 à 260 000 personnes.
Les Roms, originaires du nord de l'Inde, sont arrivés en Macédoine à partir du Xe siècle. Leurs migrations ainsi que leur installation reste toutefois un mystère historique et les Européens ont longtemps cru qu'ils venaient d'Égypte. Après l'invasion ottomane au XIVe siècle, les Roms de Macédoine se sont, comme les Albanais, massivement convertis à l'islam.
Le premier recensement fiable en Macédoine du Nord, effectué en 1948, indique 19 500 Roms. Ils sont 43 223 selon un recensement effectué en 1981, mais leur nombre est toujours difficile à évaluer car ils évitent souvent de se faire rescencer comme « Tsiganes », et cette même année, ils sont probablement 200 000. Grâce à leur statut de minorité créé par les Socialistes yougoslaves, ils possèdent leurs droits culturels, mais ils vivent généralement en dessous du niveau de vie moyen et souffrent de discriminations à l'emploi. Beaucoup sont au chômage et très peu possèdent des diplômes universitaires. Lors de son indépendance en 1991, la Macédoine du Nord conserve leurs droits minoritaires, inscrits dans la constitution.
De nos jours, les Roms vivent encore généralement dans des conditions difficiles. Ainsi, en 2002, sur les 54 000 Roms de Macédoine du Nord, 17 000 sont au chômage et 14 000 n'ont pas accès aux produits de première nécessité. La plupart d'entre eux vit du petit commerce, de la récupération des ordures et de la mendicité.
La Macédoine du Nord fait toutefois figure d'exemple dans les Balkans, car l'État montre une certaine volonté pour intégrer les Roms à la société et pour améliorer leurs conditions de vie, notamment en favorisant leur accès à l'éducation et en créant un ministère des Roms. C'est aussi en Macédoine du Nord que se trouve la seule municipalité au monde à avoir adopté le romani comme langue officielle, il s'agit de Chouto Orizari, située dans la banlieue de Skopje. Le pays compte enfin un grand nombre d'ONG dédiées à l'amélioration du sort des Roms.